# Frozen - Il regno di ghiaccio
Frozen - Il regno di ghiaccio (Frozen) è un film del 2013 diretto da Chris Buck e Jennifer Lee.
Pellicola fantasy musicale d'animazione che segna il debutto alla regia di Jennifer Lee.
Prodotto da Walt Disney Animation Studios e distribuito da Walt Disney Pictures, è il 53º Classico Disney, secondo il canone ufficiale, ed è ispirato alla fiaba di Hans Christian Andersen del 1844, La regina delle nevi. Il film segue le vicende di Anna, principessa di Arendelle, che parte per un viaggio con l'uomo del ghiaccio Kristoff, la renna Sven e il pupazzo di neve Olaf per ritrovare la sorella Elsa, il cui potere del ghiaccio ha intrappolato il regno in un inverno perenne.
Prodotto da Peter Del Vecho, da una sceneggiatura di Lee, che ha anche ideato la storia con Buck e Shane Morris, il film si compone di un cast comprendente Idina Menzel, Kristen Bell, Jonathan Groff, Josh Gad e Santino Fontana, con Alan Tudyk, Ciarán Hinds, Maia Wilson, Chris Williams, Stephen J. Anderson, Paul Briggs, Livvy Stubenrauch, Eva Bella, Maurice LaMarche e Lee in ruoli secondari. 
Frozen è stato sottoposto a diversi trattamenti prima che fosse commissionato nel 2011. Christophe Beck è stato assunto per comporre la colonna sonora orchestrale del film e Robert Lopez e Kristen Anderson-Lopez hanno scritto le canzoni.
Dopo la sua anteprima mondiale all'El Capitan Theatre di Los Angeles il 19 novembre 2013, Frozen è uscito nelle sale il 27 novembre. Il film è stato elogiato per la grafica, la sceneggiatura, i temi, la musica e la recitazione, e alcuni critici lo considerano il miglior film d'animazione della Disney dall'era rinascimentale degli studios. Frozen ha vinto numerosi premi, tra cui gli Oscar per il miglior film d'animazione (bissando la vittoria dopo quella di Ribelle - The Brave alla precedente kermesse) e alla migliore canzone originale (Let It Go, scritta da Kristen Anderson-Lopez e Robert Lopez), il Golden Globe per il miglior film d'animazione, il BAFTA Award per il miglior film d'animazione e due Grammy Awards.
Con un incasso di oltre 1,28 miliardi di dollari al botteghino mondiale è stato il film d'animazione con il maggior incasso (battendo il precedente record detenuto da Toy Story 3 - La grande fuga, nonché il secondo che raggiunse e superò il miliardo di incassi), per poi essere superato dal suo sequel, Frozen II - Il segreto di Arendelle. Ha terminato la sua corsa nelle sale come il film di maggior incasso del 2013 e il quinto film di maggior incasso di tutti i tempi (oggi nella lista dei film in generale è 24° e nei film d'animazione è sesto). Le canzoni, i personaggi e gli elementi narrativi del film sono stati definiti un fenomeno della cultura popolare e a gennaio 2015 le vendite home video e Blu-ray erano in testa negli Stati Uniti. La popolarità del film ha dato vita a un franchise che include un cortometraggio animato nel 2015, una featurette animata del 2017, un lungometraggio e il succitato sequel.

## Trama
Ad Arendelle, un regno situato su un fiordo della penisola scandinava, la principessa Elsa, la figlia primogenita della coppia reale, è dotata di poteri magici sin dalla nascita: può creare e manipolare il ghiaccio e la neve. Un giorno, mentre gioca con la sorellina Anna, Elsa finisce per colpirla involontariamente alla testa con un getto di ghiaccio, lasciandola priva di sensi. Il re e la regina chiedono aiuto ai troll il cui re, Granpapà, spiega che il potere di Elsa, pur essendo un dono affascinante, è allo stesso tempo una tremenda maledizione, avvertendo la bambina di non lasciarsi mai controllare dalla paura. Per evitare spiacevoli inconvenienti, il troll rimuove dalla mente di Anna il ricordo dei poteri della sorella per salvarla, ma non dei bei momenti trascorsi insieme. I regnanti promettono che Elsa imparerà a controllare i propri poteri prima che diventino troppo pericolosi, ma da quel giorno i sovrani fanno tenere la figlia maggiore nascosta al mondo e da Anna. Crescendo, Elsa vede che il suo potere si fa sempre più forte e non riesce più a controllarlo e così si chiude ancora di più in se stessa. Ma un brutto giorno, il re e la regina muoiono in un naufragio e così le due sorelle rimangono più sole che mai.
Nel luglio di tre anni dopo, ormai compiuti ventuno anni, Elsa è pronta per salire al trono; Anna, da parte sua, è felice all'idea di potere cessare l'isolamento, mentre Elsa spera che il momento fatidico passi, temendo che qualcuno possa prima o poi scoprire i suoi poteri. Il giorno dell'incoronazione viene organizzata una grande festa e il palazzo è aperto al popolo per la prima volta dopo molto tempo. Alla festa, Anna conosce il principe Hans delle Isole del Sud: i due iniziano subito a piacersi e lui le chiede di sposarlo. Anna accetta ma Elsa rifiuta di dare alla coppia la sua benedizione perché i due si conoscono a malapena. Allora Anna le rinfaccia tutti gli anni di solitudine che le ha fatto passare e, nella discussione che ne segue, Elsa sprigiona involontariamente i suoi poteri davanti a tutti i presenti, perdendone il controllo e causando un inverno perenne su Arendelle.
In preda dal panico, Elsa fugge via da Arendelle e trova rifugio in cima alla Montagna del Nord; qui, sentendo di non poter ottenere l'accettazione di nessuno e liberandosi per la prima volta da tutti i vincoli e dalle sue paure, decide di dare completo sfogo ai suoi poteri: costruisce un castello di ghiaccio e dona inconsapevolmente vita ad Olaf, un pupazzo di neve con il quale lei e la sorella giocavano da bambine. Nel frattempo Anna, dopo aver affidato la reggenza di Arendelle ad Hans, si mette alla ricerca di Elsa per riportarla a casa e salvare il regno. Durante il viaggio, Anna incontra Kristoff, un burbero venditore di ghiaccio sami cresciuto con i troll, accompagnato dalla sua renna Sven, che tanto tempo fa avevano assistito al salvataggio di Anna da parte dei troll. Seppur con riluttanza, Kristoff accetta di guidare Anna alla Montagna del Nord e strada facendo il gruppo incontra Olaf, che li conduce al palazzo di ghiaccio.
Finalmente le due sorelle si rincontrano: Anna vorrebbe riportare Elsa a casa, ma quest'ultima ha ancora paura di fare del male al suo popolo e si rifiuta di tornare. Quando Anna insiste, Elsa perde di nuovo il controllo e colpisce involontariamente la sorella al cuore con i suoi poteri; la regina, spaventata dall'accaduto e sempre più convinta di essere una minaccia, crea un gigantesco mostro di ghiaccio, Marshmallow, che caccia via Anna, Kristoff e Olaf dal palazzo. Dopo esser sfuggiti dal mostro, Anna inizia ad avvertire un fortissimo freddo e i suoi capelli iniziano a diventare bianchi; Kristoff la porta dai troll, sperando che siano capaci di guarirla nuovamente. Stavolta, però, essendo stata colpita al cuore, Anna diverrà completamente di ghiaccio e solo un atto di vero amore potrà salvarla.
Credendo che Hans possa salvare Anna tramite il bacio del vero amore, Anna e Kristoff ritornano di corsa ad Arendelle. Nel frattempo, Hans viene informato della scomparsa di Anna, dunque si dirige al palazzo di Elsa insieme ad alcuni soldati per ritrovare le due sorelle. Hans riesce a sconfiggere Marshmallow e ad arrestare Elsa, rinchiudendola nelle prigioni di Arendelle. Anna, intanto, arriva alla reggia, sempre più debole, ma quando chiede a Hans di baciarla, quest'ultimo le nega la salvezza, rivelandole in realtà di non averla mai amata e di avere cospirato per riuscire a regnare su Arendelle: il suo piano infatti era di sposare Anna, divenendo membro della famiglia reale e quindi di eliminare Elsa per poi salire al trono. Con l'imminente morte di Anna ad Hans non rimane altro che uccidere Elsa per mettere fine all'inverno perenne ed essere acclamato come un eroe. Dopo aver lasciato la ragazza morente al freddo, Hans riferisce alla corte che Elsa ha causato la morte di Anna, che la principessa è morta appena dopo avere pronunciato i voti coniugali con lui e condanna a morte la regina con l'accusa di alto tradimento. Ma per fortuna, Elsa si libera grazie ai suoi poteri e fugge, scatenando una tempesta di neve.
Anna intanto, con l'aiuto di Olaf, riesce a riscaldarsi, rallentando la propria morte; il pupazzo le rivela inoltre che Kristoff è innamorato di lei e quindi il suo bacio può salvarla. Mentre sta andando via con Sven, Kristoff osserva in lontananza la tormenta scatenata da Elsa e temendo per la vita di Anna, si appresta a tornare ad Arendelle. Nel frattempo, Hans trova Elsa e mentendo, le riferisce che Anna è morta a causa sua; Elsa crolla sconvolta. Il dolore è tale che la tempesta si placa improvvisamente. Kristoff e Anna, scorgendosi, corrono l'uno verso l'altra, ma la ragazza vede in lontananza Hans, con la spada levata alle spalle di Elsa, pronto a ucciderla: la ragazza decide così di sacrificarsi, frapponendosi fra il principe e la sorella e fermando la spada, ma diventando nello stesso istante una statua di ghiaccio.
Elsa piange disperata sul corpo congelato della sorella minore, ma la scelta di Anna di rinunciare alla propria vita per salvare la sorella era proprio un atto di vero amore, che scioglie il suo cuore di ghiaccio, Anna si risveglia, con grande felicità di tutti e le due sorelle possono finalmente riabbracciarsi. Elsa capisce così che la chiave per controllare i suoi poteri è proprio l'amore e riesce finalmente a dissolvere la magia dell'inverno perenne facendo tornare l'estate, mentre Anna sferra un pugno ad Hans come giusta punizione per averla ingannata. Alla fine, Hans viene ricondotto nel suo regno, dove verrà punito dalla sua famiglia, mentre Anna e Kristoff sono liberi di amarsi. Elsa riprende il suo posto di regina, smettendo di nascondere i suoi poteri e utilizzandoli per il bene comune: le sorelle sono riunite ed Elsa promette che le porte non saranno mai più chiuse.
In una scena dopo i titoli di coda, Marshmallow ritorna al palazzo di ghiaccio di cattivo umore in seguito al combattimento contro Hans e trova per terra la corona che apparteneva a Elsa: subito dopo averla indossata, il mostro riassume il suo aspetto originale e si addolcisce.

## Personaggi
- Anna, principessa di Arendelle: è sorella minore di Elsa. Ha 18 anni, i capelli rossi e le lentiggini. È forte, coraggiosa e determinata, anche se un po' ingenua ed imprudente. Ha un carattere spontaneo, totalmente in contrasto con quello misurato della sorella. Spesso la si vede cercare di avere un atteggiamento più regale, con il solo risultato di apparire buffa ed impacciata. Inizialmente si innamora del principe Hans, il quale però la inganna facendole credere di amarla. In seguito, Anna capirà che l'uomo che ama è Kristoff.
- Elsa, regina di Arendelle: è la sorella maggiore di Anna. Ha 21 anni, ha i capelli biondo platino ed è molto riservata e silenziosa. Fin da piccola è stata obbligata a reprimere i suoi poteri criomanti nel tentativo di dominarli. Elsa in realtà è dolce, coraggiosa, altruista e sensibile, vuole molto bene alla sorella e tiene al suo popolo. Alla fine capisce che grazie all'amore verso gli altri, può controllare i suoi poteri.
- Kristoff: è un venditore di ghiaccio, adottato dai troll e orfano fin da bambino. Kristoff è un giovane montanaro di 21 anni biondo e robusto, la cui personalità è opposta a quella di Anna: è solitario, scontroso, rozzo, ostile e permaloso, ma allo stesso tempo coraggioso, gentile e altruista. Il suo migliore amico è Sven, la sua renna, con cui vive da quando era bambino. Accompagnerà Anna nella sua impresa, dato che il suo lavoro risulta poco proficuo con l'inverno perenne. I due si innamoreranno ma inizialmente, la loro relazione sarà impedita dal fidanzamento della ragazza con Hans.
- Sven: è la renna di Kristoff, nonché suo migliore amico e compagno di lavoro dal momento che traina la slitta, con cui vive fin da cucciolo. Kristoff ci conversa spesso traducendo verbalmente ciò che pensa.
- Olaf: è un pupazzo di neve parlante. Elsa lo creò per sua sorella da bambina, prima che la sua memoria venisse cancellata; dopodiché viene ricreato dalla regina su una montagna ed Elsa gli dona anche la vita. È un personaggio simpatico, coraggioso e tenero, ma piuttosto ingenuo, maldestro e pasticcione. Nonostante ciò, vuole un gran bene a Elsa e Anna. Adora l'estate, senza però sapere che per lui sarebbe letale. Alla fine del film, coronerà il suo sogno di vivere in diverse temperature senza sciogliersi: la magia di Elsa gli donerà infatti la sua "nevicata personale".
- Granpapà: il re dei Troll. È un personaggio saggio e altruista, di grandi poteri magici. Si dimostra molto protettivo nei confronti di Kristoff, suo figlio adottivo.
- Hans: L'antagonista principale del film. È un militare e l'ultimo di tredici fratelli della famiglia reale delle Isole del Sud. Ha 23 anni e i capelli rossi. All'apparenza sembra essere onesto, gentile e altruista, ma in realtà è borioso, malvagio, crudele, egoista ed arrogante. Il suo obiettivo è quello di regnare su Arendelle prima sposando Anna (diventando perciò principe consorte) e poi uccidendo Elsa, ma alla fine viene sconfitto da Anna e arrestato.
- Duca di Weselton: L'antagonista secondario del film. È un duca avido e arrogante del regno di Weselton, ossessionato dalle ricchezze del regno di Arendelle. Alla fine viene arrestato anche lui.
- Oaken: è un personaggio dalla fisicità enorme e con un carattere estroverso ma suscettibile, è il proprietario dell'emporio con sauna "La Querciola Vagabonda" dove Anna e Kristoff alla ricerca di provviste ed equipaggiamento invernale, si incontrano per la prima volta e stringono un patto. Parla con un buffo e marcato accento tedesco.
- Marshmallow: è un enorme mostro di ghiaccio inizialmente non aggressivo, creato da Elsa per spaventare Anna e allontanarla dal suo palazzo di ghiaccio. Lotterà poi contro Hans e verrà sconfitto, cadrà in un burrone ma non morirà (alla fine dei titoli di coda lo si vedrà in una scena divertente). In realtà è un mostro buono, ma quando è arrabbiato o spaventato sul corpo gli spuntano degli aculei taglienti.
- Re Agnarr e Regina Iduna: sono i genitori di Anna ed Elsa. Hanno fiducia in Elsa e nella sua capacità di imparare a nascondere i suoi poteri ma non sono in grado di gestire la figlia, finendo soltanto per accrescere la sua paura. Moriranno in un naufragio, lasciando sole le figlie.

## Produzione
La produzione fu estremamente lunga. Nel 1938, dopo il grande successo di Biancaneve e i sette nani, la Walt Disney Productions decise di realizzare un film in tecnica mista che parlasse della vita di Hans Christian Andersen e di come avesse scritto alcune delle sue fiabe più famose. Nel marzo del 1940, Walt Disney strinse un accordo con Samuel Goldwyn, che si sarebbe occupato delle sequenze in Live-Action del film, mentre Disney avrebbe girato le sequenze animate. Il progetto ebbe inizio nel 1941 e le fiabe che avrebbe dovuto contenere sarebbero state La piccola fiammiferaia, Il soldatino di piombo, Pollicina, Il brutto anatroccolo, I vestiti nuovi dell'imperatore, La sirenetta e La regina delle nevi. Quest'ultima fu la produzione più difficile, perché Disney non riusciva a rendere abbastanza convincente il personaggio della Regina delle Nevi. Nel '43, quando la maggior parte dei dipendenti dell'azienda venne arruolata nella guerra, Disney decise di abbandonare il progetto della vita di Andersen. Goldwyn continuò a lavorare alle sequenze il live-action del film (che sarebbe poi diventato Il favoloso Andersen) con Danny Kayne nei panni di Andersen, Charles Vidor alla regia, Moss Hart alla sceneggiatura e Frank Loesser che avrebbe composto le canzoni del film. Le fiabe di Andersen sono state raccontate in chiave musical. Nel 1953, così, i progetti Disney de La Sirenetta e La Regina delle Nevi vennero cancellati.
Negli anni '80 il progetto della Sirenetta sarebbe stato ripescato e sarebbe diventato l'omonimo film dell'89, che avrebbe dato il via al Rinascimento Disney; proprio in quegli anni vennero proposti alcuni progetti come Il principe ranocchio, Raperonzolo e appunto La Regina delle Nevi, che tuttavia furono cancellati nel 2002. Nel 2004 Glen Keane avrebbe recuperato il progetto di Raperonzolo, che si sarebbe intitolato Rapunzel Unbrained. L'idea del Principe Ranocchio sarebbe stata recuperata da Ron Clements e John Musker nel 2006. Quando la Disney acquisì la Pixar, John Lasseter venne messo a capo dell'allora Walt Dinsey Feature Animation (che venne ribattezzata Walt Disney Animation Studios). Nel 2008 Lasseter volle recuperare il progetto della Regina delle nevi, mettendo come regista Chris Buck (che aveva in passato diretto Tarzan); il progetto iniziò nel 2009 con il titolo Anna and the Snow Queen. Nel 2011, visto il successo ottenuto da Rapunzel - L'intreccio della torre, il titolo di Anna and the Snow Queen venne cambiato in Frozen. Il film era inizialmente previsto in animazione tradizionale, ma venne poi realizzato in CGI a causa degli scarsi successi al botteghino di Winnie the Pooh - Nuove avventure nel Bosco dei 100 Acri e per via della difficoltà nell'animare a mano alcune scene.
Per compiere ricerche e trovare ispirazione per l'ambientazione del film, il direttore artistico Mike Giaimo e il team creativo si sono recati in Norvegia, tra i fiordi di Geirangerfjord e Sognefjord. Per ricreare gli effetti della neve il gruppo si è recato invece a Jackson Hole, nel Wyoming. Alcuni effetti speciali sono stati realizzati in animazione tradizionale e non in CGI: un esempio è la scena nella quale Elsa congela l'acqua del fiordo. Si può inoltre notare come il ghiaccio del palazzo di Elsa muti e si illumini di differenti colori in base al suo stato d'animo, per esempio quando si sente frustrata e preoccupata assume una colorazione rossa formando degli spuntoni aguzzi, mentre quando si sente minacciata vira verso il giallo.
Il castello di Arendelle si ispira alla fortezza di Akershus a Oslo per la cinta esterna e alle Stavkirke norvegesi, particolarmente a quella di Borgund, per l'edificio principale, mentre per l'interno alla residenza reale Stiftsgården della città di Trondheim. Il castello di ghiaccio di Elsa, invece, trae ispirazione dall'Hôtel de Glace nel Québec, in Canada, il primo e autentico hotel di ghiaccio del Nord America, presso il quale gli animatori hanno potuto studiare il comportamento della luce.
È l'unico Classico Disney che ha due principesse consanguinee come protagoniste, sebbene ci siano altre Principesse Disney che non siano figlie uniche (due esempi sono Ariel che ha sei sorelle maggiori e Merida che ha tre fratelli minori), mentre in Lilo & Stitch le due protagoniste sono sorelle (anch'esse orfane di entrambi i genitori). Come è usanza presso i Disney Studios, per aiutare gli animatori a coglierne meglio il comportamento e l'aspetto fisico (si pensi al caso del cerbiatto per Bambi), anche per Frozen - Il regno di ghiaccio è stato concesso di portare negli Studios un animale, in questo caso una renna per Sven.

## Colonna sonora
Il 21 ottobre 2013 viene annunciato che la canzone portante della colonna sonora, intitolata Let It Go, sarà cantata da Idina Menzel. Demi Lovato canta invece la versione pop.
Il 24 ottobre 2013 è stato annunciato che la protagonista della serie TV Violetta, Martina Stoessel, interpreterà la canzone All'alba sorgerò nei titoli di coda, versione pop italiana di Let It Go. La versione ufficiale di All'alba sorgerò è invece cantata da Serena Autieri, doppiatrice di Elsa, durante il film.
La colonna sonora è composta da 32 tracce suddivise in 10 canzoni, opera di Kristen Anderson-Lopez e Robert Lopez e 22 strumentali, opera di Christophe Beck. I testi italiani portano la firma di Lorena Brancucci.
- Cuore di ghiaccio – Cast
- Facciamo un pupazzo insieme? – Elisa Rinaldi, Lucrezia Cesari, Serena Rossi
- Oggi, per la prima volta – Serena Rossi, Serena Autieri
- La mia occasione – Serena Rossi, Giuseppe Russo
- All'alba sorgerò – Serena Autieri
- Io preferisco le renne – Paolo De Santis
- Sognando l'estate – Enrico Brignano
- Oggi, per la prima volta - Reprise – Serena Rossi, Serena Autieri
- Un problemino da sistemare – Cast
- All'alba sorgerò - Titoli di coda – Martina Stoessel

Motivi
- Vuelie (featuring Cantus)
- Elsa e Anna
- I troll
- Il giorno dell'incoronazione
- Heimr Arnadalr
- Il valzer dell'inverno
- Stregoneria
- Inseguimento reale
- Avanti e in alto
- Lupi
- La montagna del nord
- Eravamo così unite
- Marshmallow attacca!
- Celare, non sentire
- Solo un atto di vero amore
- L'assedio
- Ritorno ad Arendelle
- Tradimento
- A volte vale la pena di sciogliersi per qualcuno
- Via il bianco
- Il grande disgelo
- Epilogo

La colonna sonora originale ha riscosso un grande successo di vendite: ha raggiunto la posizione numero 1 nella classifica statunitense Billboard 200 ed è stata in cima alla classifica per tredici settimane non consecutive (non accadeva per una colonna sonora dal 1997 con Titanic) ed è risultato il disco più venduto nel mondo nel 2014 con oltre 7 milioni di copie vendute (in USA oltre 3,4 milioni di copie).
Let It Go ha generato un vero e proprio fenomeno su YouTube con innumerevoli cover e parodie. Inoltre il 2 marzo 2014 il brano è stato premiato con l'Oscar alla migliore canzone.

## Distribuzione
È il 53º Classico Disney ed è stato distribuito negli Stati Uniti il 27 novembre 2013, mentre in Italia il 19 dicembre dello stesso anno, accompagnato dal corto di Topolino Tutti in scena!.

### Edizione italiana

#### Doppiaggio
La direzione del doppiaggio e i dialoghi italiani sono a cura di Fiamma Izzo, per conto della Pumais Due. L'adattamento delle canzoni e la direzione musicale sono stati affidati, rispettivamente, a Lorena Brancucci e a Ermavilo. 
La versione italiana, vede la partecipazione degli attori Serena Rossi,  Serena Autieri ed Enrico Brignano nei ruoli di Anna, Elsa e Olaf; la canzone dei titoli di coda "All'alba sorgerò" è interpretata da Martina Stoessel.

### Edizione home video
Il film ha conseguito un grande successo anche nel settore Home cinema, diventando in brevissimo tempo uno dei titoli più venduti della storia, soprattutto per quanto riguarda il formato Blu-Ray e il digital download.
A dicembre 2014 Apple ha dichiarato che Frozen - Il regno di ghiaccio è il film più scaricato di tutti i tempi sulla piattaforma iTunes.

## Accoglienza

### Incassi
Il film ha incassato 1 280 802 282 dollari, piazzandosi al 23º posto nella classifica dei film con maggiori incassi nella storia del cinema.
Il 9 febbraio 2014, con un incasso di 980 408 132 di dollari, diventa il primo Classico Disney a raggiungere e superare il traguardo dei 900 milioni di dollari senza essere uscito al cinema più di una volta. Il re leone infatti, pur essendo il primo Classico Disney ad avere raggiunto questo traguardo, è arrivato a questa somma dopo essere stato ridistribuito al cinema per due volte: nel 2002 in IMAX e nel 2011 in 3D.
Il 2 marzo 2014, con un incasso di 1 000 256 783 dollari, diventa il primo Classico Disney ad avere abbattuto il muro del miliardo di dollari ed è il secondo film d'animazione della storia del cinema a raggiungere tale traguardo, dopo Toy Story 3 - La grande fuga. È inoltre il 18º film a raggiungere la soglia del miliardo di dollari nella speciale classifica dei film con maggiori incassi nella storia del cinema.
Il 30 marzo 2014, superando Toy Story 3 - La grande fuga e avendo raggiunto la soglia di 1 072 404 000 dollari, Frozen - Il regno di ghiaccio diventa il film d'animazione ad avere incassato di più nella storia del cinema.
Il 5 gennaio 2020 scende al secondo posto della classifica dei film d'animazione con maggiori incassi nella storia del cinema, superato dal suo sequel Frozen II - Il segreto di Arendelle, Il 1 giugno 2023 il film scende al terzo posto superato da Super Mario Bros. - Il film.

### Critica
Il film ha avuto un ottimo riscontro da parte della critica, ricevendo elogi per le animazioni, la sceneggiatura, le tematiche, le musiche e la recitazione, pur ricevendo qualche critica principalmente dai discendenti di Andersen per il modo in cui la Disney aveva rielaborato la fiaba originale. Su Rotten Tomatoes il film ha una percentuale di gradimento del 90% basato su 229 recensioni con un voto medio di 7,7/10. Il commento del sito recita: "Splendidamente animato, scritto in modo intelligente e fornito di canzoni da cantare, Frozen - Il Regno di Ghiaccio aggiunge un'altra degna voce al canone Disney".

## Riconoscimenti
Frozen - Il regno di ghiaccio è il primo Classico Disney ad aggiudicarsi un Oscar nella categoria, istituita nel 2001, Miglior film d'animazione, dal momento che altri film vincitori sono considerati proprietà di Disney Pixar. Inoltre Let it Go è la prima canzone di un Classico Disney a vincere, dopo 14 anni, l'Oscar alla migliore canzone, categoria in cui i film Disney avevano trionfato più anni di seguito.
Il 23 novembre 2014 la colonna sonora vince l'American Music Awards.
Nei primi mesi del 2015, facendo seguito allo straordinario successo di pubblico e critica ottenuto in Giappone, si aggiudica il Japan Academy Prize quale miglior film straniero e il premio Anime dell'anno al Tokyo Anime Award Festival, risultando il primo lungometraggio non giapponese a vincere il premio dalla sua prima edizione del 2002.
Al 3 marzo 2014 Frozen - Il regno di ghiaccio ha vinto, in totale, 58 premi.

### Versione italiana
La versione italiana del film ha ricevuto un riconoscimento ufficiale dalla Disney come miglior doppiaggio straniero nel mondo, oltre a vincere il Gran Premio del Doppiaggio 2014 per la categoria miglior film d'animazione.

## Altri media
- Anna, Elsa, Kristoff, Hans, Oaken e Gran Papà appaiono nella prima parte della quarta stagione della serie televisiva C'era una volta. Nel doppiaggio italiano tutti i personaggi hanno le stesse voci del film d'animazione.[19][20][21]
- Anna ed Elsa appaiono anche come due personaggi giocabili nel videogioco Disney Infinity. In Disney Infinity 3.0 invece appare anche Olaf, sempre come un personaggio giocabile.
- Dal film è stato tratto l'omonimo musical di Broadway nel 2018.[22]
- Il mondo di Frozen, Arendelle, appare nel videogioco Kingdom Hearts III assieme ad Anna, Elsa, Kristoff, Olaf, Sven, il mostro di Marshmallow e Hans. Sono anche state ricreate alcune scene del film.[23]
- Un romanzo tratto dal film è stato pubblicato dalla Giunti Editore con il titolo Gelo nel cuore e racconta la stessa storia ma con un twist differente che risponde alla domanda E se Elsa e Anna avessero perduto il loro passato?. Il libro è stato scritto da Jen Calonita.[24]
- I personaggi appaiono anche in Once Upon a Studio.

## Merchandising
Il marchio "Disney Frozen" ha goduto di una popolarità sempre crescente nel 2014 fino a diventare un vero e proprio fenomeno globale. Ha avuto un impatto significativo sull'intera industria dei giocattoli, diventando il bestseller assoluto nelle festività 2014-2015 mentre marchi storici come Barbie e Hello Kitty accusavano cali vistosi. La caratteristica più interessante di questo fenomeno è stata la grande sproporzione tra domanda e offerta, in parte dovuta all'altissima richiesta di prodotti ma anche a strategie di mercato tese a mantenere alti i prezzi. Questo ha fatto sì che molti si siano rivolti a canali di acquisto alternativi come eBay, pagando i prodotti fino a 10 volte il loro valore. Sull'onda di questo successo i personaggi del film hanno fatto la loro comparsa nei parchi tematici Disney: per incontrare le principesse Anna ed Elsa i visitatori hanno atteso in coda fino a sette ore. L'allestimento dello spettacolo sul ghiaccio Disney on Ice in versione "Frozen" è diventato in breve tempo il più grande successo della sua ultratrentennale storia. A giugno 2015, secondo una ricerca realizzata da The NPD group riguardante il mercato dei giocattoli, il marchio "Disney Frozen" risulta essere al primo posto nel mondo fra i prodotti su licenza seguito da Star Wars e Teenage Mutant Ninja Turtles.

## Sequel
Walt Disney Animation Studios ha annunciato i suoi piani per Frozen 2 nel 2015, nello stesso periodo in cui è stato proiettato in anteprima un cortometraggio intitolato Frozen Fever, anch'esso diretto da Chris Buck e Jennifer Lee. 
Il sequel, intitolato Frozen II - Il segreto di Arendelle, è uscito nei cinema a partire da novembre del 2019.
Il CEO della Disney Bob Iger ha annunciato l'8 febbraio 2023 che Frozen III è attualmente in lavorazione presso i Walt Disney Animation Studios, mentre a novembre dello stesso anno è stato annunciato che anche Frozen IV è in lavorazione insieme al terzo.

## Spin-off
- Il 13 marzo 2015 è uscito nelle sale, allegato al film live-action Cenerentola, il cortometraggio d'animazione Frozen Fever, come piccolo seguito di Frozen - Il regno di ghiaccio.[37] Il corto racconta una nuova storia dei protagonisti dopo la rottura dell'incantesimo e l'arresto di Hans. Il giorno precedente, inoltre, la Disney aveva annunciato ufficialmente un lungometraggio sequel, nuovamente diretto da Chris Buck e Jennifer Lee e prodotto da Del Vecho, che, inizialmente previsto per il 27 novembre 2019,[38][39][40] è stato in seguito anticipato al 22 novembre 2019.[41] Durante il D23 Expo del 2017 è stato dichiarato che il titolo Frozen 2 sarebbe stato solo quello provvisorio, ma che il sequel avrebbe avuto un titolo ben diverso.[42].
- In occasione dell'uscita nelle sale del film Pixar Coco, con anteprima internazionale in Messico il 20 ottobre 2017, è stato distribuito il cortometraggio Frozen - Le avventure di Olaf, diretto da Kevin Deters e Stevie Wermers. Protagonista è il pupazzo Olaf, che cerca di recuperare le migliori tradizioni natalizie per Anna, Elsa e Kristoff. Il corto in CGI presenta quattro nuove canzoni originali, opera di Elyssa Samsel e Kate Anderson.[43]
- A dicembre 2020, in esclusiva su Disney+, è uscito il cortometraggio CGI La storia di Olaf, diretto da Dan Abraham e Trent Correy, in cui si narrano le vicende che accaddero dalla sua creazione a opera di Elsa fino all'incontro con Anna, Kristoff e Sven nel primo film[44].